# Ainhoa Hernández
Ainhoa Hernández Serrador (n. 27 aprilie 1991, Baracaldo) este o handbalistă din Spania care evoluează pe postul de pivot pentru clubul românesc CS Rapid București și echipa națională a Spaniei.
Hernández a evoluat pentru naționala de handbal feminin a Spaniei la Jocurile Olimpice de la Rio de Janeiro 2016 și Tokyo 2020, Campionatele Mondiale din 2015, 2019 și 2021 și la Campionatele Europene din Suedia 2016, Franța 2018 și Danemarca 2020. Ainhoa Hernández este medaliată cu argint la Campionatul Mondial de Handbal Feminin din 2019.

## Palmares
- Campionatul Mondial:
  -  Medalie de argint: 2019

- Jocurile Mediteraneene
  -  Câștigătoare: 2018

- Liga Campionilor:
  - Sfertfinalistă: 2023
  - Grupe: 2024

- Cupa Challenge:
  - Turul 3: 2017

- Cupa Spaniei:
  -  Medalie de argint: 2016

- Liga Națională:
  -  Câștigătoare: 2022
  -  Medalie de argint: 2023, 2024

- Supercupa României:
  -  Medalie de argint: 2022, 2023